# Trastuzumab
Trastuzumab – rekombinowane humanizowane przeciwciało monoklonalne IgG1 łączące się wybiórczo z receptorem ludzkiego czynnika wzrostu naskórka 2 (HER2 – human epidermal growth factor receptor 2). Preparat jest stosowany do leczenia raka sutka z przerzutami, przy którym stwierdzono nadekspresję HER2. W kombinacji z innymi chemioterapeutykami istotnie zmniejsza ryzyko nawrotu choroby i zwiększa stopień odpowiedzi na leczenie – ograniczeniem są jednak wysokie koszty takiej terapii (dochodzące do 100 tysięcy dolarów rocznie).

## Mechanizm działania
HER2 jest przezbłonowym receptorem o aktywności kinazy tyrozynowej, zaangażowanym w przewodzenie sygnałów mających indukować wzrost i różnicowanie komórki. Do szlaków wewnątrzkomórkowych aktywowanych tą drogą należą: PI3K/Akt oraz MAPK. Fosforylacja Akt wstrzymuje między innymi transport białka p27Kip1 do jądra komórkowego, gdzie pełni ono funkcję regulacyjną względem cyklu komórkowego (jest inhibitorem CDK2).
Trastuzumab, będąc przeciwciałem monoklonalnym, ma zdolność specyficznego wiązania się z domeną IV pozakomórkowej części białka HER2. Blokując receptor, hamuje nadmierną proliferację komórek, które wykazują jego nadekspresję. Wyniki badań sugerują, że odbywa się to przez zatrzymanie cyklu w fazie G1; osłabiony zostaje również proces angiogenezy. Trastuzumab okazał się silnym mediatorem cytotoksyczności komórkowej zależnej od przeciwciał (ADCC), co oznacza, że komórki będące jego celem są sprawnie usuwane przez leukocyty.
Amplifikacja HER2 występuje w 20–30% przypadków pierwotnych nowotworów sutka. Pacjenci, u których to zjawisko występuje, mają krótszy czas przeżycia całkowitego w porównaniu do pacjentów z nowotworami bez nadekspresji. Dotychczasowe rokowania dla tej grupy pacjentek były nieprzychylne, ponieważ nadaktywność HER2 korelowała z opornością na niektóre popularne schematy chemioterapii i hormonoterapii. Trastuzumab pomógł zmniejszyć tę niekorzystną różnicę.

## Kryteria doboru pacjentów
Kuracja przeciwciałami monoklonalnymi musi być zasadna z terapeutycznego i ekonomicznego punktu widzenia. Aby przewidzieć odpowiedź guza na leczenie, należy określić stopień ekspresji białka receptora. Nawet wówczas do 70% osób skierowanych do leczenia może bardzo szybko uodpornić się na działanie trastuzumabu; sprzyjają temu mutacje genów dalszych elementów szlaku przewodzenia sygnału.
W praktyce klinicznej do analizy profilu ekspresji HER2 używa się metod immunohistochemicznych (IHC) oraz – w przypadku niejednoznacznego wyniku – fluorescencyjnej hybrydyzacji in situ (SISH/CISH/FISH). Do alternatywnych metod można zaliczyć: sporządzanie wirtualnego kariotypu komórek guza oraz, ciągle rozwijane, procedury opierające się na technice PCR.
Standardowego oznaczenia metodą immunohistochemiczną dokonuje się za pomocą jednego z zestawów odczynników dopuszczonych do użycia przez FDA: Dako HercepTest lub Ventana Pathway. Za pomocą arkusza referencyjnego ze standaryzowanymi wynikami klasyfikuje się preparat w zależności od uwidocznionego stopnia ekspresji receptora w skali od 0 (brak zabarwienia próby) do 3+ (wybarwienie wszystkich widocznych błon komórkowych). Wskazaniem do leczenia trastuzumabem jest tylko wynik 3+; przypadki ocenione jako 2+ są określane jako wątpliwe i podlegają badaniu metodą FISH.
Fluoroscencyjna hybrydyzacja in situ (FISH) to tzw. złoty standard wśród procedur identyfikacji pacjentów, którzy odnieśliby korzyść z terapii trastuzumabem. Wymaga ona jednak użycia kosztownego systemu, składającego się z mikroskopu fluorescencyjnego i odpowiednich urządzeń do przechwytywania obrazu. Również techniki SISH/CISH wymagają zakupu drogich, dopuszczonych przez FDA odczynników molekularnych; nie ma za to potrzeby stosowania mikroskopu fluorescencyjnego, a slajdy mogą być dłużej przechowywane. Wyniki uzyskiwane wszystkimi wspomnianymi metodami wykazują doskonałą korelację.

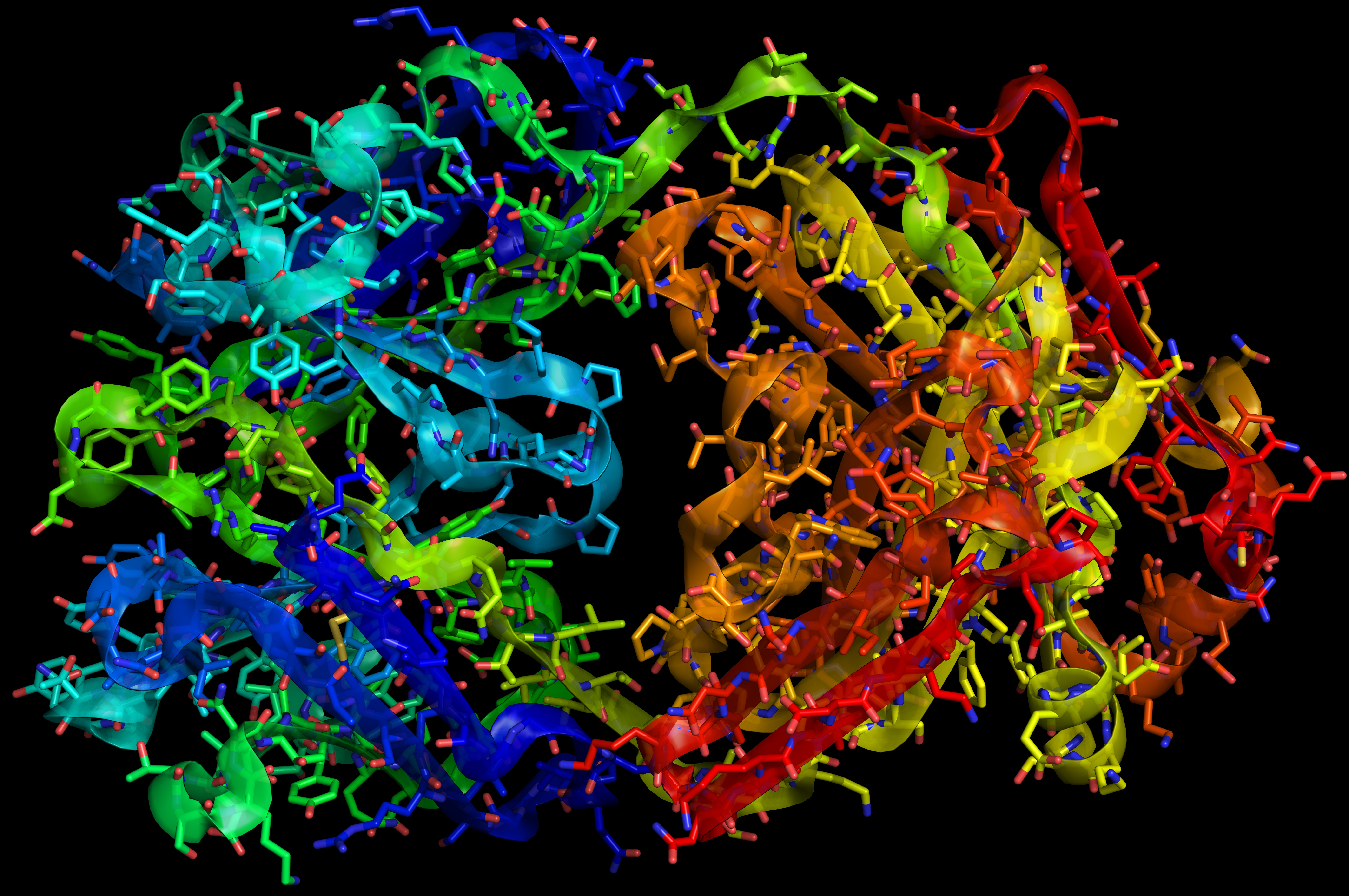
Trastuzumab (Fab) – widoczne łańcuchy lekkie i ciężkie cząsteczki

## Rezultaty
Badania wykazały, że trastuzumab redukuje ryzyko nawrotu u pacjentek chorych na raka piersi o 50%, jeżeli jest stosowany jako adiuwant (to znaczy w pooperacyjnej terapii uzupełniającej) na przestrzeni jednego roku. W jednym z badań z 2005 roku przekłada się to na następujące statystyki: 7,5% nawrotów w grupie pacjentek leczonych trastuzumabem w porównaniu do 13% nawrotów w grupie odniesienia. Całkowita śmiertelność na przestrzeni tego czasu badania była porównywalna: wyniosła w obu grupach około 2%.
Również z innych wielkoskalowych badań wynika, iż całkowite korzyści ze stosowania trastuzumabu nie są przesadnie duże, jeżeli wziąć pod uwagę zestawienia śmiertelności uwzględniające wszystkie przyczyny zgonów. Zmniejszone ryzyko śmierci z powodu raka jest przyćmione przez działania niepożądane leku, szczególnie potencjalną kardiotoksyczność. Aby uniknąć śmierci dodatkowo jednej osoby w okresie 2–4 lat (tzw. number needed to treat), należy podjąć leczenie u 25–100 (według różnych szacunków) pacjentów. Na każde uratowane życie przypada jednak 10–25 przypadków rozwoju choroby serca, która w skutkach może okazać się śmiertelna. W łączonych analizach N9831 (regiment C) i NSABP B31 na 3 uratowane osoby przypadają 2 zgony z powodów komplikacji.
Z powyższych powodów od 2006 rozwija się debata na temat realnej skuteczności i celowości terapii trastuzumabem. Koszt pełnego rzutu terapii wynosi około 70 tysięcy dolarów; jednak na przykład Australia zdołała wynegocjować niższą cenę (50 tysięcy/rzut). Dofinansowanie terapii bywało wymuszane (na terenie Wielkiej Brytanii, Stanów Zjednoczonych, Nowej Zelandii) przez organizacje zrzeszające chorych na raka, które żądały dopłat do leczenia mimo braku pełnych dowodów potwierdzających oczekiwane korzyści. Producent, amerykańska firma Genentech (Roche), uchyla się przed prośbami o uzasadnienie wysokiej ceny specyfiku. W samym tylko czwartym kwartale 2007 trastuzumab przyniósł 327 milionów dolarów dochodu.

## Wskazania
Preparat jest obecnie (w Polsce) wskazany w leczeniu raka piersi z przerzutami przy stwierdzonej nadekspresji receptora HER2. W monoterapii używa się go do leczenia tych pacjentów, którzy otrzymywali dotychczas co najmniej dwa schematy chemioterapii (zawierające między innymi antracyklinę i taksyny). U pacjentów z dodatnim wynikiem badania na obecność receptorów hormonalnych, u których nie powiodła się hormonoterapia, może zostać przypisany, o ile nie było wcześniej przeciwwskazań do tego typu leczenia.
Druga grupa zaleceń dotyczy wczesnego stadium raka piersi (EBC – early breast cancer). Preparat jest wskazany do leczenia chorych z HER-dodatnim rakiem piersi po operacji, chemioterapii (neoadiuwantowej lub adiuwantowej) oraz radioterapii (jeżeli jest włączona). Preparat powinien być stosowany wyłącznie u pacjentów, u których stwierdzono, za pomocą odpowiednio walidowanych testów, w komórkach guza albo nadekspresję receptora HER2, albo amplifikację odpowiedniego genu.

## Działania niepożądane
Najbardziej znamiennym działaniem niepożądanym trastuzumabu jest negatywny wpływ na funkcję serca. Jego stosowanie jest powiązane z poważnymi zakłóceniami pracy w 2–7% przypadków. Wszyscy pacjenci zakwalifikowani wstępnie do leczenia powinni mieć wykonaną ocenę wydolności narządu oraz badanie ECHO. Szkodliwość trastuzumabu uwidacznia się szczególnie w połączeniu z antracyklinami; pacjenci, którzy byli leczeni antracyklinami wcześniej, są również narażeni na ryzyko wystąpienia kardiotoksyczności w trakcie terapii lekiem (jest ono jednak mniejsze niż w wypadku jednoczesnego podawania). Ryzyko kardiotoksyczności jest również wyższe u pacjentów z podwyższonym stężeniem troponiny I. Działania niepożądane związane z wlewem dożylnym, takie jak gorączka i dreszcze, zwykle ujawniają się w następstwie pierwszej infuzji.
Z częstością powyżej 10% występują: objawy ogólne (ból brzucha, osłabienie, ból w klatce piersiowej, dreszcze, gorączka, ból głowy); biegunka, nudności, wymioty; bóle stawów, bóle mięśni; wysypka skórna.
Z częstością od 1% do 10% występują: objawy ogólne (objawy grypopodobne, bóle pleców, infekcja, ból karku, złe samopoczucie, reakcje nadwrażliwości, zapalenie piersi, zmniejszenie masy ciała); rozszerzenie naczyń, tachyarytmia nadkomorowa, nagłe obniżenie ciśnienia tętniczego krwi, niewydolność mięśnia sercowego, kardiomiopatia, kołatanie serca; brak apetytu, zaparcie, niestrawność, tkliwość wątroby, suchość błon śluzowych jamy ustnej, choroby odbytnicy (żylaki odbytu); leukopenia, wybroczyny krwawe; obrzęki obwodowe, obrzęki; bóle kostne, kurcze mięśni kończyn dolnych, zapalenie stawów; zawroty głowy, parestezje, nadmierna senność, zwiększone napięcie mięśni, neuropatia obwodowa, drżenie; lęk, depresja, bezsenność; astma, nasilenie kaszlu, duszność, krwawienie z nosa, choroby płuc, zapalenie gardła, katar, zapalenie zatok; zakażenie układu moczowego; świąd, pocenie się, choroby paznokci, suchość skóry, łysienie, trądzik, wysypka grudkowo-plamista; zaburzenia smaku.

## Perspektywy
Trastuzumab może być również szansą dla pacjentów z innymi rodzajami nowotworów, w których występuje analogiczna nadekspresja receptora ludzkiego czynnika wzrostu naskórka. Przykładowo, HER2 jest wytwarzany w nadmiarze u 22% chorych na raka żołądka. Trastuzumab okazał się pierwszym lekiem biologicznym, który zdołał przedłużyć okres przeżycia u tych osób o 3 miesiące (RR równe 26%). Bierze się go więc pod uwagę w planowaniu chemoterapii dla osób HER2-dodatnich, będących w zaawansowanym stadium choroby.
Pewne sukcesy zostały też odniesione w walce z rakiem błony śluzowej macicy (uterine serous carcinoma, USC).
W trakcie prób klinicznych znajduje się kolejne przeciwciało skierowane przeciwko receptorom HER2 i HER3. Pertuzumab ma działać przez zapobieganie dimeryzacji wspomnianych cząsteczek, co również przerywa szlak sygnalizacyjny. Badania z 2011 roku wykazały, że pertuzumab w połączeniu z trastuzumabem i docetakselem o 50% zwiększa wskaźnik całkowitej regresji guza u kobiet zdiagnozowanych we wczesnym stadium raka piersi z nadekspresją receptora HER2 w porównaniu do leczenia trastuzumabem z docetakselem.

## Preparaty
- Herceptin
- Herclon
- Biceltis